# Генерал (Шри-Ланка)
Генерал (англ. General) — до учреждения воинского звания фельдмаршал — самое высокое военное звание в сухопутных войсках Шри-Ланки. Оно соответствует российскому званию генерал армии, по классификации НАТО — OF-9. Это звание присваивается Начальнику штаба обороны или, в основном, при торжественном выходе на пенсию командующему армией. Подобная практика присуждения этого звания при выходе на пенсию командующему армией сложилась в 1970-е, и имела за все эти годы единственное исключение — в 2009 году генерал-лейтенант Саратх Фонсека стал генералом, не выходя в отставку, но позднее был лишён званий и регалий по судебному решению (впоследствии восстановлен).
На погоне герб Шри-Ланки над скрещёнными мечом и дубинкой, между которыми ромб с вписанным крестом (для полевой формы) или звезда (аналог звёздочек на российских погонах). По большому счёту является комбинацией погонов генерал-майора и генерал-лейтенанта, так как у первого на погоне «звёздочка» над мечом и дубинкой, а у второго государственный герб.
В ВМФ Шри-Ланки званию соответствует звание адмирал, в ВВС Шри-Ланки — Air Chief Marshal.